# Adam Williams
Pour les articles homonymes, voir Williams.
Adam Berg, né le 26 novembre 1922 à Wall Lake (Iowa) et mort le 4 décembre 2006 à Los Angeles (Californie), est un acteur américain, connu sous le nom de scène d’Adam Williams.

## Biographie
Au cinéma, Adam Williams contribue à vingt-huit films américains, les trois premiers sortis en 1951 (dont un court métrage et Les Diables de Guadalcanal de Nicholas Ray, avec John Wayne et Robert Ryan), le dernier sorti en 1973.
Mentionnons également Un magnifique salaud de George Seaton (1956, avec William Holden et Deborah Kerr), La Mort aux trousses d'Alfred Hitchcock (1959, avec Cary Grant et Eva Marie Saint), le western El Perdido de Robert Aldrich (1961, avec Rock Hudson et Kirk Douglas), ou encore Le Cheval aux sabots d'or de Norman Tokar (son avant-dernier film, 1968, avec Dean Jones et Diane Baker).
Pour la télévision américaine, Adam Williams collabore à quatre-vingt-deux séries entre 1952 et 1978 (après quoi il se retire), dont L'Homme à la carabine (six épisodes, 1959-1963), Bonanza (quatre épisodes, 1959-1967), La Quatrième Dimension (deux épisodes, 1960) et Mannix (deux épisodes, 1971-1972).
S'ajoutent deux téléfilms, le premier diffusé en 1976 (Helter Skelter de Tom Gries, avec George DiCenzo et Steve Railsback), le second en 1977.

## Filmographie partielle

### Cinéma
- 1951 : Les Diables de Guadalcanal (Flying Leathernecks) de Nicholas Ray : le lieutenant Bert Malotke
- 1952 : Without Warning! (en) d'Arnold Laven : Carl Martin
- 1953 : Investigation criminelle (Vice Squad) d'Arnold Laven : Marty Kusalich
- 1953 : Règlement de comptes (The Big Heat) de Fritz Lang : Larry Gordon
- 1954 : La Hache sanglante (The Yellow Tomahawk) de Lesley Selander : le caporal Maddock
- 1954 : Dragonfly Squadron de Lesley Selander
- 1955 : Le Renard des océans (The Sea Chase) de John Farrow : Kruger
- 1956 : Un magnifique salaud (The Proud and Profane) de George Seaton : Eustace Press
- 1956 : Le Supplice des aveux (The Rack) d'Arnold Laven : le sergent Otto Pahnke
- 1957 : Prisonnier de la peur (Fear Strikes Out) de Robert Mulligan : Dr Brown
- 1957 : Racket dans la couture (The Garment Jungle) de Vincent Sherman et Robert Aldrich : « Le Bœuf »
- 1957 : Fureur sur l'Oklahoma (The Oklahoman) de Francis D. Lyon : Bob Randell
- 1957 : Jicop le proscrit (The Lonely Man) d'Henry Levin : Lon
- 1958 : The Space Children de Jack Arnold : Dave Brewster
- 1958 : Les commandos passent à l'attaque (Darby's Rangers) de William A. Wellman : le caporal Heavy Hall
- 1958 : L'Or du Hollandais (The Badlanders) de Delmer Daves : Leslie
- 1959 : La Mort aux trousses (North by Northwest) d'Alfred Hitchcock : Valerian
- 1961 : El Perdido (The Last Sunset) de Robert Aldrich : Calverton
- 1962 : Convicts 4 de Millard Kaufman
- 1963 : Duel au Colorado (Gunfight at Comanche Creek) de Frank McDonald : Jed Hayden
- 1964 : Les Nouveaux Internes (en) (The New Interns) de John Rich : Wolanski
- 1965 : Les Compagnons de la gloire (The Glory Guys) d'Arnold Laven : le soldat Lucas Crain
- 1966 : Demain des hommes (Follow Me, Boys!) de Norman Tokar : un sergent
- 1968 : Le Cheval aux sabots d'or (The Horse in the Gray Flannel Suit) de Norman Tokar : le sergent Roberts

### Télévision
(séries, sauf mention contraire)
- 1953 : Four Star Playhouse

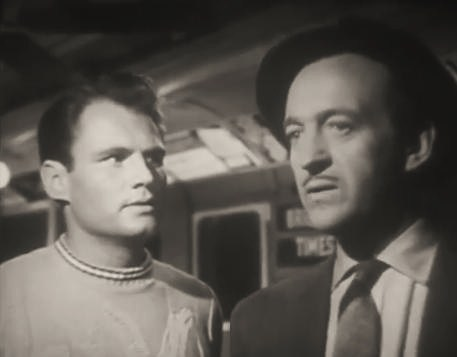
Avec David Niven (à d.), dans la série Four Star Playhouse, épisode Night Ride (1953)

  - Saison 1, épisode 16 Night Ride de Robert Florey : George
- 1957 : Perry Mason
  - Saison 1, épisode 10 Le Cadavre cavaleur (The Case of the Runaway Corpse) de Christian Nyby : Jason Beckmeyer
- 1958-1962 : Alfred Hitchcock présente (Alfred Hitchcock Presents)
  - Saison 3, épisode 32 Listen, Listen…! (1958) de Don Taylor : le lieutenant King
  - Saison 7, épisode 30 What Frightened You, Fred? (1962) de Paul Henreid : le docteur
- 1959-1963 : Les Incorruptibles (The Untouchables)
  - Saison 1, épisode 2 Ma Barker et ses fils (Ma Barker and Her Boys, 1959) : Lloyd Barker
  - Saison 4, épisode 15 Boule de neige (The Snowball, 1963) : Paul Meadows
- 1959-1963 : L'Homme à la carabine (The Rifleman)
  - Saison 1, épisode 28 The Challenge (1959) de Lewis Allen : Jack Pardee
  - Saison 3, épisode 25 The Prisoner (1961 - le caporal Troc) de Joseph H. Lewis et épisode 29 The Score Is Even (1961 - Jax) de William F. Claxton :
  - Saison 4, épisode 32 The Executioner (1962) de Lawrence Dobkin : Russell Ganaway
  - Saison 5, épisode 12 The Anvil Chorus (1962 - Cory Platt) d'Arnold Laven et épisode 24 Old Man Running (1963 - Mal Sherman)
- 1959-1964 : Rawhide
  - Saison 1, épisode 21 No Man's Land (Incident in No Man's Land, 1959) de Jack Arnold : Kellino
  - Saison 4, épisode 23 La Fièvre de l'or (Incident of Gold Fever, 1962) : Hank Kale
  - Saison 7, épisode 2 Un poing c'est tout (Incident of the Enormous Fist, 1964) de Bernard L. Kowalski : Jeb
- 1959-1967 : Bonanza
  - Saison 1, épisode 12 Course à la potence (The Hanging Posse, 1959) de Christian Nyby : Blackie Marx
  - Saison 2, épisode 21 Vengeance (1961) : Red Twilight
  - Saison 7, épisode 3 Le Hors-la-loi (The Brass Box, 1965) de William F. Claxton : Muller
  - Saison 8, épisode 28 Le Prince (The Prince, 1967) de William F. Claxton : Hardesty
- 1960 : La Quatrième Dimension (The Twilight Zone)
  - Saison 1, épisode 16 L'Auto-stoppeur (The Hitch-Hiker) d'Alvin Ganzer : le marin
  - Saison 2, épisode 10 Futurographe (A Most Unusual Camera) de John Rich : Woodward
- 1961-1962 : 77 Sunset Strip
  - Saison 3, épisode 39 Mr. Goldilocks (1961) : Willie Lee Hanks
  - Saison 4, épisode 11 The Deadly Solo (1961 - Axel Derwent) de Leslie Goodwins et épisode 17 Mr. Bailey's Honeymoon (1962 - Spud Morrison) de Jeffrey Hayden
  - Saison 5, épisode 12 The Snow Job Caper (1962) de Sidney Salkow : Chuck Lynch
- 1962 : Gunsmoke ou Police des plaines (Gunsmoke ou Marshal Dillon)
  - Saison 7, épisode 15 The Do-Badder d'Andrew V. McLaglen : Slim Trent
- 1962 : Maverick
  - Saison 5, épisode 8 Epitath for a Gambler d'Irving J. Moore : Sam Elkins
- 1962 : Cheyenne
  - Saison 7, épisode 11 Johnny Bassbuttons de George Waggner : Jeb Quinn
- 1963 : Le Jeune Docteur Kildare (Dr Kildare)
  - Saison 3, épisode 13 The Oracle de Jack Smight : Ralph Walker
- 1964 : Daniel Boone
  - Saison 1, épisode 3 My Brother's Keeper de John English : Mose
- 1964 : Voyage au fond des mers (Voyage to the Bottom of the Sea)
  - Saison 1, épisode 6 Le ciel tombe (The Sky Is Falling) : le chef
- 1965 : Le Virginien (The Virginian)
  - Saison 3, épisode 28 Old Cowboy de William Witney : Roper
- 1965 : Sur la piste du crime (The F.B.I.)
  - Saison 1, épisode 7 The Problem of the Honorable Wife de Don Medford : David Brice
- 1965 : Le Fugitif (The Fugitive)
  - Saison 3, épisode 9 Paysage aux silhouettes fuyantes, 1re partie (Landscape with Running Figures, Part I) de Walter Grauman : le conducteur de camionnette
- 1966 : Brigade criminelle (The Felony Squad)
  - Saison 1, épisode 11 Between Two Fires de László Benedek : Thurman
- 1966 : Les Espions (I Spy)
  - Saison 2, épisode 13 Lisa de Richard C. Sarafian : Miller Stevens
- 1968 : Le Grand Chaparral (The High Chaparral)
  - Saison 1, épisode 23 Bad Day for a Thirst de William F. Claxton : Burton
- 1971-1972 : Mannix
  - Saison 5, épisode 14 Sauvez le mort (To Save a Dead man, 1971) de Paul Krasny : le procureur
  - Saison 6, épisode 15 Jeux d'ombres (A Game of Shadows, 1972) de Gerald Mayer : George Henderson
- 1974 : Cannon
  - Saison 4, épisode 13 Sans remords (Daddy's Little Girl) de Leslie H. Martinson : George Damler
- 1976 : Helter Skelter de Tom Gries (téléfilm) : Terrence Milik
- 1976 : Docteur Marcus Welby (Marcus Welby, M.D.)
  - Saison 7, épisode 19 The Highest Mountain de Russ Mayberry : Dr Schmidt
- 1977 : The Girl Called Hatter Fox (en) de George Schaefer (téléfilm) : un garde
- 1977 : Switch
  - Saison 2, épisode 18 The Four Horsemen : Henry Corwin
- 1978 : Le Signe de justice (Sword of Justice)
  - Saison unique, épisode 4 Carré d'as (The Skywayman) de Ray Austin : Jansen